# Acremonium strictum
Acremonium strictum är en svampart som beskrevs av W. Gams 1971. Acremonium strictum ingår i släktet Acremonium, ordningen köttkärnsvampar, klassen Sordariomycetes, divisionen sporsäcksvampar och riket svampar.   Inga underarter finns listade i Catalogue of Life.
I den svenska databasen Dyntaxa används istället namnet Sarocladium strictum för samma taxon.  Arten är reproducerande i Sverige.

## Bildgalleri

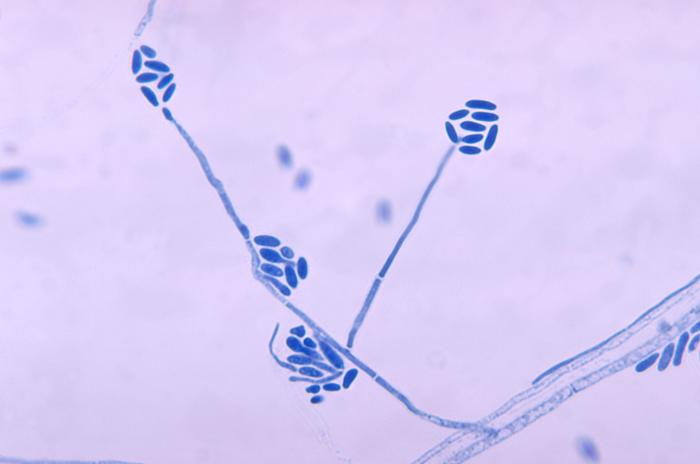